# Luxiaria subrasata
Luxiaria subrasata är en fjärilsart som beskrevs av Walker 1861. Luxiaria subrasata ingår i släktet Luxiaria och familjen mätare. Inga underarter finns listade i Catalogue of Life.